# David Fredrik Hummelhjelm
David Fredrik Hummelhielm, född 5 oktober 1735, död 4 juli 1785, var en svensk vice landshövding.

## Biografi
David Fredrik Hummelhielm var son till Hans Hummel som adlades med namnet Hummelhielm år 1743 och sedermera blev landshövding i Halland. Modern Anna Elisabeth von Döbeln tillhörde även hon en nyadlig släkt såsom dotter till professorn Johan Jacob Döbelius som adlades von Döblen. David Fredrik föddes därför ofrälse, och blev adlig först vid åtta års ålder. Han var det mellersta barnet av elva, och inträdde tidigt på ämnetsmannabanan; 1751 blev han anställd som extra ordinarie kanslist vid Justitierevisionsexpeditionen. Året därpå antogs han som auskultant vid Svea hovrätt för att fortsätta studierna vid Göta hovrätt två år senare. Färdig med studierna blev han 1764 notarie vid sistnämnda hovrätt, assessor där 1762, och fick 1764 befattningen lagman i Skånska lagsagan. 1770 utsågs han till lagman i Västergötland, en post han hade tills han tog avsked 1782.
Hummelhielm var vid sidan av ordinarie tjänst vice landshövding i Skaraborgs län en månad från 8 februari 1774.
Hummelhielm skrev sig till Stensholm i Västergötland, där hans ett år äldre ogifte bror livet ut levde utan tjänst. 1764 gifte han sig med friherrinnan Hedvig Posse af Säby. De fick en dotter året efter vigseln, men dottern avled vid tre års ålder och paret fick inga ytterligare barn.